# 威尔·拜纳姆
威廉·拜纳姆（英語：William Bynum，1983年1月4日—），美国NBA联盟职业篮球运动员。